# Propagandafilm

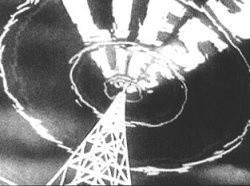
De Why We Fight-reeks toont de propaganda van de nazi’s

Een propagandafilm is een film die bedoeld is om de kijker te overtuigen van een bepaald standpunt. De film kan zowel een documentaire-achtige opzet hebben als een verzonnen verhaal bevatten. De films bevatten, voorzichtig gezegd, ten minste enigszins gekleurde beelden en scenario’s.

## Geschiedenis
De oudste bekende propagandafilm werd gemaakt tijdens de Spaans-Amerikaanse Oorlog in 1898, door Vitagraph Studios. Deze studio produceerde toen een reeks korte, stomme filmpjes. Een van de eerste propagandafilms met een verzonnen scenario was The Birth of a Nation, maar deze film was aanvankelijk niet voor propagandadoeleinden bestemd. In 1918 maakte Charlie Chaplin op eigen kosten The Bond, een komische propagandafilm voor de Eerste Wereldoorlog.
In de jaren na de Oktoberrevolutie van 1917, sponsorde de Russische overheid de productie van propagandafilms. De ontwikkeling van de Russische cinema in de jaren 20 van de 20e eeuw, met name door filmmakers als Dziga Vertov en Sergei Eisenstein, zorgde voor een forse toename van film als propagandamiddel.
De jaren 30 en 40 van de 20e eeuw gelden als het gouden tijdperk van de propagandafilms. De opkomst van totalitaire staten en de uitbraak van de Tweede Wereldoorlog droegen hier sterk aan bij. Zowel de geallieerden als de asmogendheden gebruikten films om het eigen volk te overtuigen van het nut van de oorlog, en om hen aan te moedigen de strijd te steunen. Tijdens deze periode maakte Leni Riefenstahl, een filmmaker die werkzaam was in nazi-Duitsland, Triumph des Willens. Deze film, gemaakt in opdracht van Hitler, toont de geschiedenis van de opkomst van de nazipartij. De film wordt gezien als een van de grootste propagandafilms ooit en geldt, ondanks het controversiële onderwerp, nog steeds gezien als een van films die sterk heeft bijgedragen aan de ontwikkeling van het gebruik van muziek en cinematografie in films.
In de Verenigde Staten werd tijdens de Tweede Wereldoorlog vooral Frank Capra bekend als maker van propagandafilms, waaronder met zijn zeven films tellende reeks Why We Fight. Ook deze films gelden als een van de hoogtepunten in de geschiedenis van de propagandafilms. Sommige propagandafilms zijn dermate populair geworden, dat ze ook na de oorlog geliefd bleven bij het publiek en inmiddels als opzichzelfstaande films kunnen worden gezien die geen banden meer hebben met de propaganda waarvoor ze oorspronkelijk werden gemaakt. Voorbeelden hiervan zijn Thirty Seconds Over Tokyo en Casablanca.
In de jaren na de Tweede Wereldoorlog nam het aantal propagandafilms af, maar door de Koude Oorlog verdween het fenomeen niet geheel. Zo maakte de Amerikaanse overheid in de jaren 60 een aantal propagandafilms waarin mensen werden aangespoord hun huis om te bouwen tot schuilkelder voor als er een kernoorlog zou uitbreken.